# Microhierax latifrons
Il falchetto frontebianca (Microhierax latifrons Sharpe, 1879) è un uccello rapace della famiglia dei Falconidi, endemico del Borneo.

## Descrizione
È un rapace di piccola taglia, lungo 14–17 cm e con un'apertura alare di 28–31 cm.

## Biologia
Si nutre in prevalenza di insetti, in particolare libellule.

## Distribuzione e habitat
L'areale di Microhierax latifrons è ristretto alla parte settentrionale dell'isola del Borneo, prevalentemente nel Sabah (Malaysia), ma con recenti segnalazioni anche nel Kalimantan Settentrionale (Indonesia).

## Conservazione
La Lista rossa IUCN classifica Microhierax latifrons come specie prossima alla minaccia di estinzione (Near Threatened).